# (6232) Зубицкия
(6232) Зубицкия (лат. Zubitskia) — типичный астероид главного пояса, открыт 19 сентября 1985 года советскими астрономами Николаем и Людмилой Черных в Крымской астрофизической обсерватории и 8 августа 1998 года назван в честь врачей Данилы и Натальи Зубицких.

## Обнаружение и именование
(6232) Зубицкия
Открыт 19 сентября 1985 года в Крымской астрофизической обсерватории Н. С. Черных и Л. И. Черных.
Назван в честь врачей и фитотерапевтов Киева Данилы Никифоровича Зубицкого и Натальи Петровны Зубицкой, которые разработали оригинальные методы лечения с использованием фитопрепаратов. Авторы нескольких книг, они хорошо известны на Украине, а их методы и препараты используются и в других странах. Наталья Петровна, ведущая в Киеве передачу о травах и «народной медицине», также опубликовала несколько книг стихов.
Оригинальный текст (англ.)6232 Zubitskia
Discovered 1985 Sept. 19 by N. S. Chernykh and L. I. Chernykh at the Crimean Astrophysical Observatory.
Named in honor of Danila Nikiforovich Zubitskij and Natalia Petrovna Zubitska, doctors and phyto-therapists in Kiev, who have developed original methods of treatment using herbal medicines. The authors of several books, they are well known in the Ukraine, and their methods and preparations are also being used in other countries. Natalia Petrovna, who has a broadcast program in Kiev about herbs and «peopleʹs medicine», has also published several books of poetry.
Источники: 19980808/MPCPages.arc; M.P.C. 32345.

## Физические характеристики
Из наблюдений телескопа VISTA следует, что астероид относится к таксономическому классу S.
По результатам наблюдений в видимом и ближнем инфракрасном диапазоне космического телескопа NEOWISE диаметр астероида оценивался равным 4,897±0,307 км и 3,84±0,77 км. Согласно тем же источникам альбедо оценивается как 0,3216±0,0548, 0,34±0,14 и 0,322±0,055.